# P705iμ
FOMA P705iμ（フォーマ・ピー なな まる ご アイ ミュー）は、パナソニック モバイルコミュニケーションズによって開発された、NTTドコモの第三世代携帯電話 (FOMA) 端末である。
本項ではカメラを撤去したモデルのPROSOLID μ（プロソリッド・ミュー）についても述べる。PROSOLID μの形式名はP705iCL（ピー なな まる ご アイ シーエル）で、CLはCamera Less の略。

## 概要
- P704iμの後継端末。さらに薄くなり9.8mmとN705iμと並び、3G折りたたみ端末では世界最薄となった。前機種から新たにおサイフケータイ、FOMAハイスピードに対応し、メインディスプレイのサイズも大型化し3.0インチになった。サブディスプレイは0.4インチを搭載する。また、前機種のP704iμでは搭載していなかったワンプッシュオープンボタンを搭載した。メインカメラはCMOS約200万画素を搭載。サブカメラに関しては非搭載で、自分の顔を相手に送ることができない（受信はできる）。
- 外部メモリーは規格上限の2GBまでのmicroSD（ドコモ発表）及びmicroSDHC（4GBまで・ドコモ発表）に対応。
- PROSOLID μはprosolid II (P851i) の後継機で、ビジネス用にカメラレスになっており、カメラ起動キーがボイスレコーダー起動キーに置き換えられている他は、P705iμと同じである。同類のD702iBCLやF903iBSC、同時期に発売されるN905iBizと異なり、個人でも購入可能である。なお、P851iと同様、テレビ電話の発着信は可能で、相手には代替画像が送られる。
- 前機種からの機能である、SD-Audio (AAC/AAC+SBR) やFeelTalkにも対応している。また、Pのμシリーズで着うたフル / うたホーダイ/ WMAに対応した。P905iシリーズと同じく高音質技術（リ・マスター）を搭載し、高品質の音楽再生が可能となった。しかしイヤホンで音楽を聴く際に、従来使われてきた平型ジャックのイヤホン端子を搭載していない為、充電/通信端子に接続するイヤホン変換アダプタ（同封）を使用する[1]。
- フルブラウザに対応し、WMVのPC動画の再生にも対応している。
- インターフェイスデザインをTGB design.とコラボしている。

| 主な対応サービス           | 主な対応サービス                    | 主な対応サービス           | 主な対応サービス                                     |
| -------------------------- | ----------------------------------- | -------------------------- | ---------------------------------------------------- |
| DCMX／おサイフケータイ     | うた・ホーダイ                      | 着うたフル／着うた         | デジタルオーディオプレーヤー(WMA)(AAC)(SDオーディオ) |
| 直感ゲーム／メガiアプリ    | Music&Videoチャネル／ビデオクリップ | 3Gローミング（WORLD WING） | プッシュトーク                                       |
| FOMAハイスピード           | GPS／ケータイお探し                 | デコメール／デコメ絵文字   | iチャネル                                            |
| 着もじ                     | テレビ電話／キャラ電                | 電話帳お預かりサービス     | フルブラウザ                                         |
| おまかせロック／バイオ認証 | 外部メモリーへiモードコンテンツ移行 | トルカ                     | iC通信／iCお引越しサービス                           |
| きせかえツール／マチキャラ | バーコードリーダ／名刺リーダ        | 2in1                       | エリアメール                                         |

1. ↑  またSD-Jukeboxも付属していないので、別売購入かSD-Audioに対応した前機種で利用していたSD-Jukeboxを流用及び、WMA形式はPC付属の Windows Media Player 10 以上を利用する。
2. ↑  「しゃべる」のみ対応。
3. ↑  P705iμのみ
4. ↑  BモードのメールはWebメールとなる。

### プリインストールiアプリ
- 七田式!記憶耳アプリ
- 旺文社漢検アプリ for P
- もじリスヘキサ
- カウントダウントレイン-P
- 地図アプリ
- 楽オク出品アプリ2
- iアプリバンキング
- FOMA通信環境確認アプリ
- Gガイド番組表リモコン
- iD設定アプリ
- 「DCMX」クレジットアプリ

## 歴史
- 2007年11月1日: D905i・D705i・D705iμ・F905i・F705i・N905i・N905iμ・N705i・N705iμ・P905i・P905iTV・P705i・P705iμ・PROSOLID μ・SH905i・SH905iTV・SH705i・SO905i・SO905iCS・SO705i・L705i・L705iX・NM705iの開発が発表。

P705iμ
- 2007年11月12日 - 電気通信端末機器審査協会 (JATE) 通過
- 2007年11月13日 - 技術基準適合証明 (TELEC) 通過
- 2008年1月10日 - 報道関係者向けの内覧会で実機を公開
- 2008年2月16日 - 発売開始

PROSOLIDμ
- 2007年11月12日 - 電気通信端末機器審査協会 (JATE) 通過
- 2007年11月15日 - 技術基準適合証明 (TELEC) 通過
- 2008年1月10日 - 報道関係者向けの内覧会で実機を公開
- 2008年3月14日 - 発売開始

## 不具合
2008年4月15日に、以下の不具合の修正がソフトウェアの更新でなされた。
- メール本文入力画面において、特定の操作を行うと、端末がフリーズする場合がある
- 新規メール作成画面において、特定サイズの画像を添付すると、メール作成画面がエラー終了する
- 一部のUSBハンズフリー対応機器との接続時に、ハンズフリー機能が正常に動作しない場合がある

2008年5月27日に、以下の不具合の修正がソフトウェアの更新でなされた。
- iモード問い合わせによるメール受信以外、メールを自動的に受信できなくなる場合がある
- 時計表示が進んでしまい、発着信履歴が未来の日時で記録される場合がある

2008年9月18日に、以下の不具合の修正がソフトウェアの更新でなされた。
- メールの一覧表示（本文表示設定有り）をした状態で、ページ切替やカーソル移動など操作を行うと再起動する場合がある

2009年1月8日に、以下の不具合の修正がソフトウェアの更新でなされた。
- イヤホンマイクを使用して通話すると、通話相手側で相手の声がエコーする
- メール宛先一覧画面で特定操作を行うと、端末が再起動する場合がある
- OFFICEEDのエリア表示設定を｢ON｣にしても、設定が「OFF」に戻る場合がある

2011年6月20日に、以下の不具合の修正がソフトウェアの更新でなされた。
- フォントサイズを変更すると、絵文字の色指定が有効にならない場合がある。